# المتحاربون في الحرب الأهلية السورية
المتحاربون في الحرب الأهلية السورية شارك عدد من الجماعات المسلحة في الحرب الأهلية السورية الجارية.

## النظام السوري وحلفائه
أكد عدد من المصادر أنه في أواخر 2015/أوائل 2016 على الأقل، كانت الحكومة السورية تعتمد على مزيج من المتطوعين والميليشيات بدلاً من القوات المسلحة السورية.

### القوات المسلحة السورية

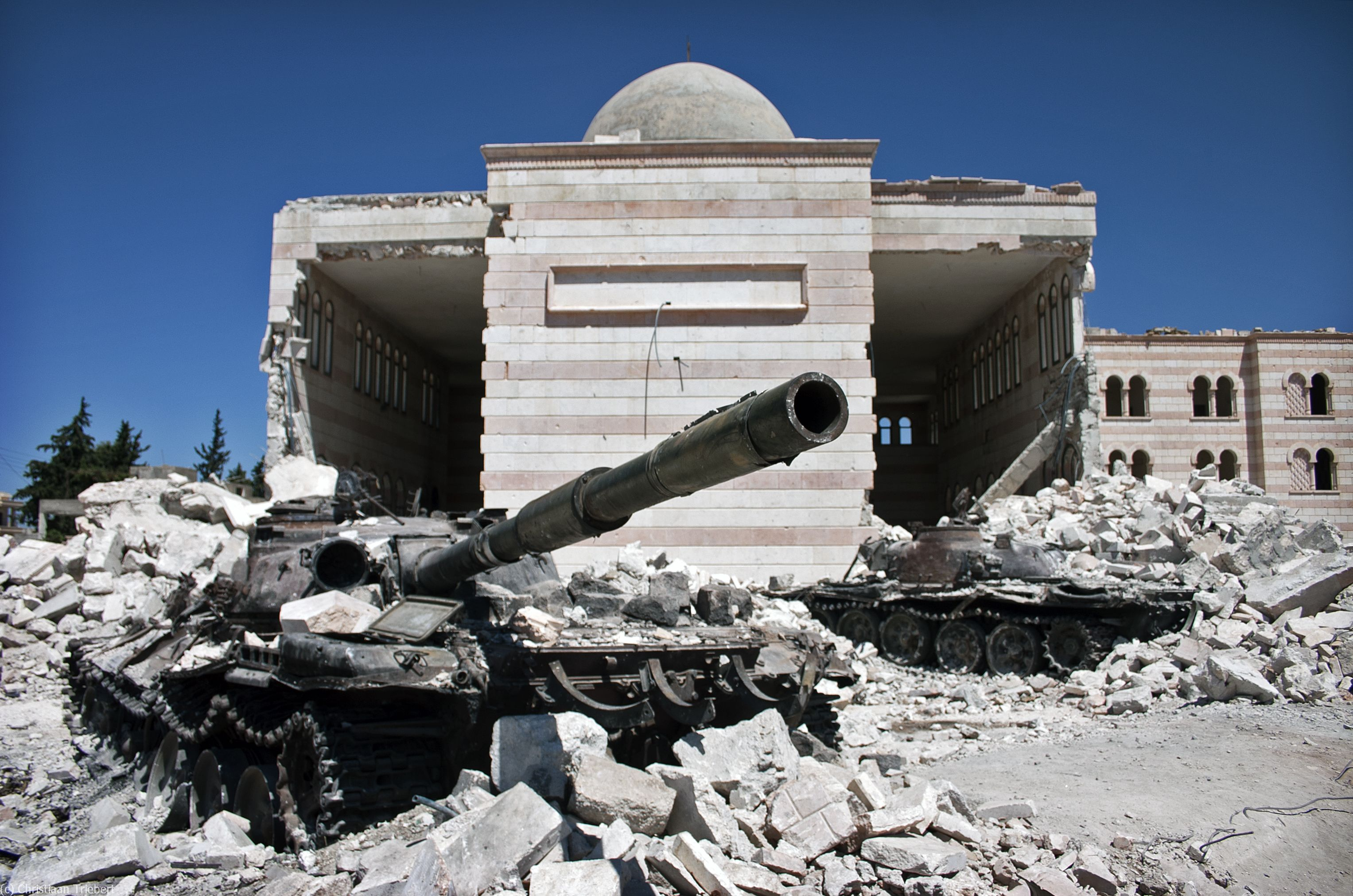
دبابتين مدمرتين للجيش السوري في أعزاز، أغسطس 2012

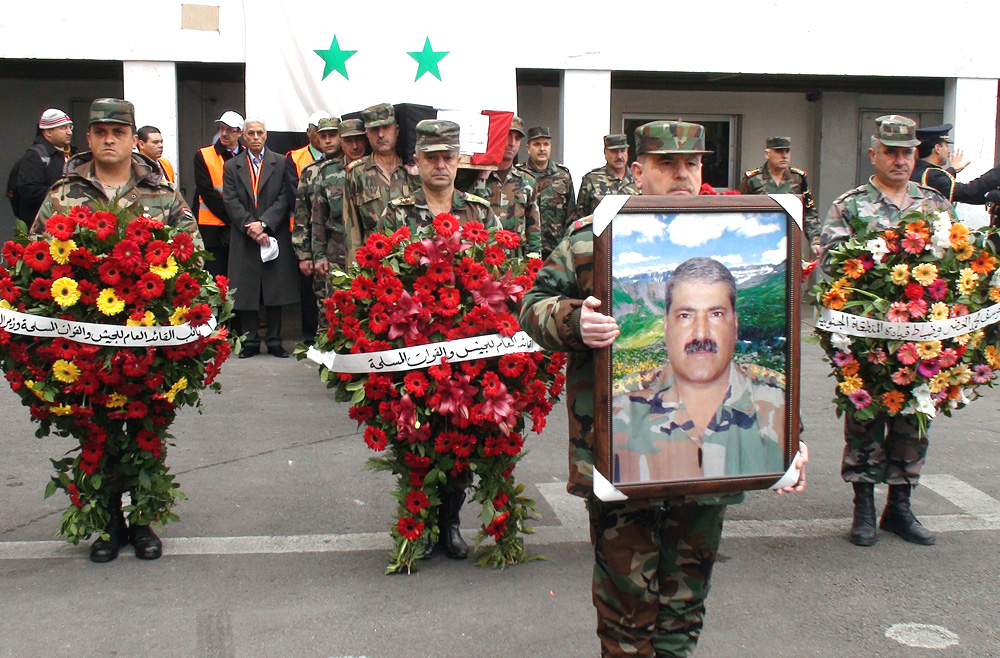
موكب جنازة اللواء السوري محمد العواد الذي اغتيل في دمشق عام 2012

قبل اندلاع الانتفاضة والحرب، كان الجيش السوري يقدر بـ 325 ألف جندي نظامي و 280 ألف–300 ألف جندي احتياطي. ومن بين القوات النظامية، كان 220,000 من “جنود الجيش” والباقون في القوات البحرية والقوات الجوية وقوات الدفاع الجوي. وفي أعقاب الانشقاقات في وقت مبكر يعود إلى يونيو 2011، قدر المرصد السوري لحقوق الإنسان أنه بحلول يوليو 2012، كان عشرات الآلاف من الجنود قد انشقوا، وقدر مسؤول تركي عددهم بـ 000 60 جندي.

### قوة الدفاع الوطني
تشكلت قوات الدفاع الوطنية السورية من ميليشيات موالية للحكومة. وهم يحصلون على رواتبهم ومعداتهم العسكرية من الحكومة، وفي عام 2013 بلغ عددهم حوالي 100,000 جندي. وتقوم القوة بدور المشاة، وتقاتل مباشرة ضد المتمردين في الميدان وتقوم بعمليات مكافحة التمرد بالتنسيق مع الجيش الذي يزودهم بالدعم اللوجستي والمدفعي. ولدى القوة جناح نسائي يضم 500 فرد يدعى “لبوات الدفاع الوطني” الذي يدير نقاط تفتيش. ويسمح لأفراد قوات الدفاع الوطنية، مثل جنود الجيش النظامي، بنهب ساحات القتال (ولكن فقط إذا شاركوا في غارات مع الجيش)، ويمكنهم بيع المسروقات مقابل أموال إضافية. ومع إحساسها بأنها تعتمد على الحكومة العلمانية إلى حد كبير، فإن العديد من ميليشيات المسيحيين السوريين (مثل سوتورو في الحسكة) تقاتل على جانب الحكومة السورية وتسعى للدفاع عن مدنهم وقرى ومزارعهم القديمة من تنظيم الدولة الإسلامية.

### الشبيحة
الشبيحة هي ميليشيات غير رسمية موالية للحكومة مستقاة إلى حد كبير من الأقلية العلوية السورية. منذ الانتفاضة، اتهمت الحكومة السورية باستخدام الشبيحة لتفريق الاحتجاجات وإنفاذ القوانين في الأحياء المضطربة. ومع تصاعد الاحتجاجات إلى نزاع مسلح، بدأت المعارضة باستخدام مصطلح الشبيحة لوصف المدنيين الذين يشتبه في أنهم يؤيدون بشار الأسد والحكومة السورية ويشتبكون مع المتظاهرين المؤيدين للمعارضة. وتلوم المعارضة الشبيحة على التجاوزات العنيفة العديدة التي ارتكبت ضد المحتجين المناهضين للحكومة والمتعاطفين مع المعارضة، فضلا عن أعمال النهب والتدمير. وفي ديسمبر 2012، اعتبرت الولايات المتحدة الشبيحة منظمة إرهابية.
يقال إن باسل الأسد أنشأ الشبيحة في ثمانينيات القرن الماضي لتستخدمها الحكومة في أوقات الأزمات. ووصفت الشبيحة بأنها “شبه عسكرية علوية سيئة السمعة، متهمة بالعمل كمنفذون غير رسميين لحكومة الأسد”، و“رجال مسلحين موالين للأسد”، و“حسب المركز العربي للأبحاث ودراسة السياسات ومقره قطر”، “عصابات شبه إجرامية تتألف من البلطجية المقربين من الحكومة”. على الرغم من صورة الجماعة كميليشيا علوية إلا أن بعض الشبيحة العاملين في حلب أفادت التقارير بأنهم من السنة. وفي عام 2012، أنشأت حكومة الأسد ميليشيا رسمية أكثر تنظيما تعرف باسم الجيش الشعبي، ويُزعم أنها بمساعدة إيران وحزب الله. وكما هو الحال مع الشبيحة، فإن الغالبية العظمى من أعضاء الجيش الشعبي هم من المتطوعين العلويين والشيعة.

### حزب الله
في فبراير 2013 أكد الأمين العام السابق لحزب الله الشيخ صبحي الطفيلي أن حزب الله كان يقاتل من أجل الجيش السوري، الذي كان الأمين العام حسن نصر الله لا يزال ينفي أن يحدث على نطاق واسع في أكتوبر 2012، باستثناء الاعتراف بأن مقاتلي حزب الله ساعدوا سوريا الحكومة “للاحتفاظ بالسيطرة على نحو 23 قرية ذات مواقع استراتيجية (في سوريا) يسكنها شيعة من الجنسية اللبنانية”. وقال نصر الله أن مقاتلي حزب الله قتلوا في سوريا وهم يقومون “بواجباتهم الجهادية”.
وفي عامي 2012 و 2013، كان حزب الله نشطاً في السيطرة على الأراضي في منطقة القصير في سوريا، وبحلول مايو 2013، تعاون علناً مع الجيش السوري واستولى على 60 في المائة من منطقة القصير بحلول نهاية 14 مايو. وفي لبنان، حدثت “زيادة في عدد جنازات مقاتلي حزب الله” و“قصف المتمردون السوريون المناطق التي يسيطر عليها حزب الله”. وفي 14 مايو 2013، أفادت التقارير بأن مقاتلي حزب الله يقاتلون إلى جانب الجيش السوري، ولا سيما في محافظة حمص. ودعا حسن نصر الله الشيعة وحزب الله إلى حماية ضريح السيدة زينب. ونفى الرئيس بشار الأسد في مايو 2013 وجود مقاتلين أجانب، عرب أو غيرهم، يقاتلون من أجل الحكومة في سوريا.
وفي 25 مايو 2013، أعلن نصر الله أن حزب الله يحارب في سوريا ضد المتطرفين الإسلاميين، “وتعهد بأن جماعته لن تسمح للمسلحين السوريين بالسيطرة على المناطق المتاخمة للبنان”. وقال في خطاب تلفزيوني “إذا سقطت سوريا في أيدي أمريكا وإسرائيل والتكفيريين فإن شعوب منطقتنا ستدخل في فترة مظلمة”. وفقا لمحللين مستقلين، بحلول بداية عام 2014، كان ما يقرب من 500 مقاتل من حزب الله قد لقوا حتفهم في النزاع السوري. في 7 فبراير 2016، قتل 50 مقاتلا من حزب الله في اشتباك، على يد جيش الإسلام بالقرب من دمشق. وكان هؤلاء المقاتلون مدمجون في تشكيل الجيش العربي السوري يسمى الفرقة 39.

### إيران
تواصل إيران نفي رسميا وجود قواتها القتالية في سوريا، مؤكدة أنها تقدم المشورة العسكرية لقوات الأسد في حربها ضد الجماعات الإرهابية. منذ مرحلة الانتفاضة المدنية من الحرب الأهلية السورية، قدمت إيران للحكومة السورية الدعم المالي والتقني والعسكري، بما في ذلك التدريب وبعض القوات القتالية. إيران وسوريا حليفتان استراتيجيتان قريبتان. ترى إيران أن بقاء الحكومة السورية أمر حاسم لمصالحها الإقليمية. وأفادت الأنباء أن المرشد الأعلى الإيراني علي خامنئي يؤيد الحكومة السورية بشكل صريح.
وبحلول ديسمبر 2013، كان يعتقد أن إيران لديها ما يقرب من 10 آلاف عامل في سوريا. ولكن وفقا لما ذكره جوبين غودرزي، أستاذ مساعد وباحث في جامعة ويبستر، ساعدت إيران الحكومة السورية بعدد محدود من الوحدات والأفراد المنتشرين، “على الأكثر بالمئات... وليس بالآلاف كما زعمت مصادر المعارضة”. ويضطلع مقاتلو حزب الله اللبناني المدعوم من طهران بأدوار قتالية مباشرة منذ عام 2012. في صيف عام 2013، قدمت إيران وحزب الله دعما هاما في ساحة المعركة للقوات السورية، مما سمح لها بإحراز تقدم على المعارضة. في عام 2014، تزامنا مع محادثات السلام في جنيف الثانية، عززت إيران دعمها للرئيس السوري الأسد. وزير المالية والاقتصاد السوري ذكر أن أكثر من 15 مليار دولار جاءت من الحكومة الإيرانية. يتولى قاسم سليماني قائد فيلق الحرس الثوري الإسلامي مسؤولية الملف الأمني للرئيس السوري الأسد، ويشرف على تسليح وتدريب الآلاف من المقاتلين الشيعة الموالين للحكومة.
وبحلول عام 2015، كان 328 جنديا من قوات الحرس الثوري الإيراني، من بينهم عدة قادة، قد قتلوا في الحرب الأهلية السورية منذ نشأتها.

### الميليشيات الشيعية الأجنبية

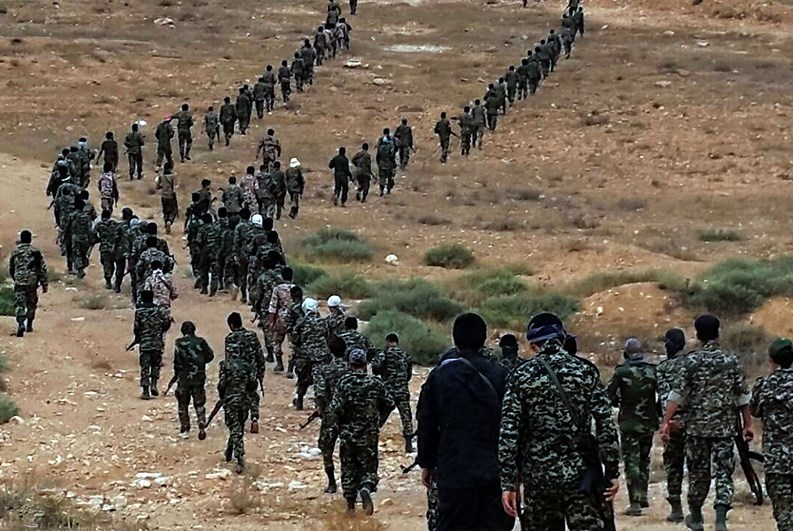
محاربون من لواء فاطميون خلال هجوم تدمر (ديسمبر 2016) في ديسمبر 2016

المقاتلون الشيعة من أفغانستان وباكستان “أكبر بكثير” من المقاتلين السنة غير السوريين، على الرغم من أنهم تلقوا “اهتماما أقل بشكل ملحوظ” من وسائل الإعلام. ويقدر عدد الأفغان الذين يقاتلون في سوريا نيابة عن الحكومة السورية ب “ما بين 10 آلاف و 12 ألف شخص”، ولا يعرف عدد الباكستانيين. القوات الرئيسية هي لواء فاطميون — الذي يتألف حصراً من الأفغان ويحارب “تحت رعاية” حزب الله الأفغاني—و لواء زينبيون الباكستاني الذي تم تشكيله في نوفمبر 2015. وكثير من المقاتلين أو معظمهم من اللاجئين، وقد اتُهمت إيران باستغلال عدم قدرتهم على “الحصول على تصاريح عمل أو إقامة قانونية في إيران”، واستخدام التهديد بالترحيل لمن يترددون في التطوع. كما يتقاضى المقاتلون مرتبا مرتفعا نسبيا، وقال بعضهم للصحافيين ان “الدولة الإسلامية عدو مشترك لإيران وأفغانستان... إنها حرب مقدسة”، وأنهم يرغبون في حماية موقع الحج الشيعية السيدة زينب من الجهاديين السنة.

### روسيا
وافق مجلس الاتحاد الروسي بالإجماع في 30 سبتمبر 2015 على طلب الرئيس الروسي فلاديمير بوتين بالسماح باستخدام القوات المسلحة الروسية في سوريا. وفي اليوم نفسه، وصل الجنرال الروسي سيرغي كوريلينكو، الذي يمثل روسيا في مركز المعلومات المشترك في بغداد الذي أقامته روسيا وإيران والعراق وسوريا لتنسيق عملياتهم “في المقام الأول لمحاربة تنظيم الدولة الإسلامية”، إلى السفارة الأمريكية في بغداد وطلب من أي قوات أمريكية في مغادرة المنطقة المستهدفة فورا. وبعد ساعة، بدأت الطائرات الروسية المتمركزة في الأراضي الخاضعة لسيطرة الحكومة بشن ضربات جوية ضد قوات المتمردين.
رداً على إسقاط طائرة مقاتلة أمريكية تابعة لحزب الله=الحكومة من طراز سو-22 بالقرب من مدينة الطبقة في محافظة الرقة في 18 يونيو 2017، أعلنت روسيا أن طائرات التحالف التي تقودها الولايات المتحدة التي تحلق غرب الفرات ستخضع للتتبع من قبل القوات الروسية المضادة للطائرات في السماء وعلى الأرض وتعامل كأهداف؛ كما قال الجيش الروسي إنهم علقوا الخط الساخن (خط “فك التوتر”) مع نظرائهم الأمريكيين المتمركزون في العديد.

## المعارضة السورية والحلفاء

### الائتلاف الوطني السوري والحكومة المؤقتة

#### الحكومة المؤقتة
تتألف المعارضة المسلحة من جماعات مختلفة تشكلت أثناء النزاع أو انضمت إليها من الخارج. وفي عام 2013، شكل الائتلاف الوطني السوري الحكومة السورية المؤقتة. وكان من المقرر اختيار وزير الدفاع من قبل الجيش السوري الحر. فصائل إسلامية أخرى مستقلة عن التيار الرئيسي للمعارضة السورية.

#### الائتلاف الوطني السوري

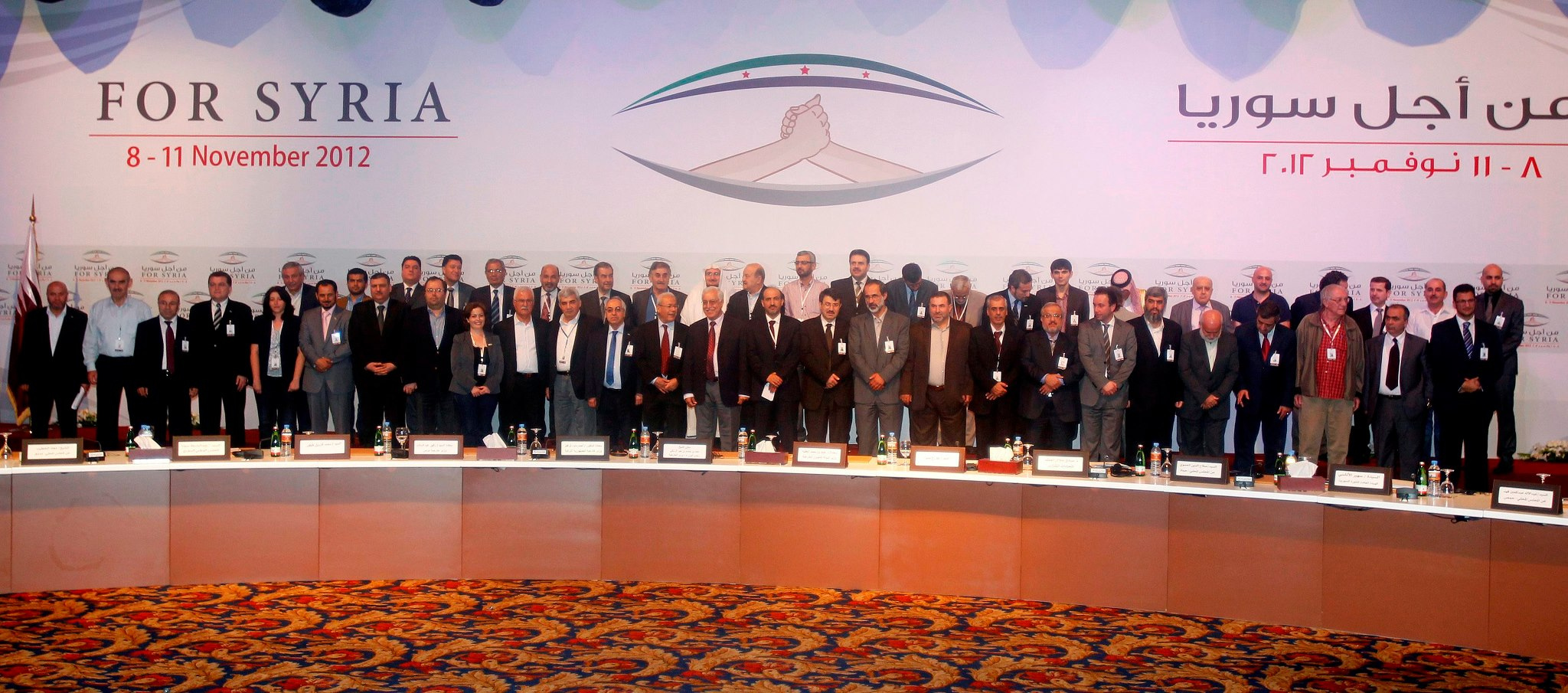
أعضاء الائتلاف الوطني السوري في الدوحة، 11 نوفمبر 2012. في الوسط، الرئيس الخطيب ونائبي الرئيس سيف والأتاسي، وكذلك جميع رؤساء المجلس الوطني السوري غليون وسيدا وصبرا.

المجلس الوطني، الذي أنشئ في 23 أغسطس 2011، هو ائتلاف من الجماعات المناهضة للحكومة، ومقره تركيا. يسعى المجلس الوطني إلى إنهاء حكم بشار الأسد وإقامة دولة حديثة مدنية وديموقراطية. المجلس الوطني السوري له صلات مع الجيش السوري الحر. وفي 11 نوفمبر 2012، في الدوحة، توحد المجلس الوطني وجماعات المعارضة الأخرى في إطار الائتلاف الوطني لقوى الثورة والمعارضة السورية. المجلس الوطني السوري لديه 22 مقعدا من أصل 60 مقعدا في الائتلاف الوطني السوري. وفي اليوم التالي، اعترفت العديد من دول الخليج العربي بأنه الحكومة الشرعية لسوريا.
ومن بين المندوبين في مجلس قيادة التحالف نساء وممثلين عن الأقليات الدينية والعرقية، بمن فيهم العلويون. ويقال إن المجلس العسكري سيضم الجيش السوري الحر. وتتمثل الأهداف الرئيسية للائتلاف الوطني في استبدال حكومة بشار الأسد و“رموزها وأعمدة دعمها”، و“تفكيك الأجهزة الأمنية”، وتوحيد ودعم الجيش السوري الحر، ورفض الحوار والتفاوض مع حكومة الأسد، و«محاسبة هؤلاء مسؤولة عن قتل السوريين وتدمير [سوريا] وتشريد [السوريين]».

#### الجيش السوري الحر والجماعات التابعة له

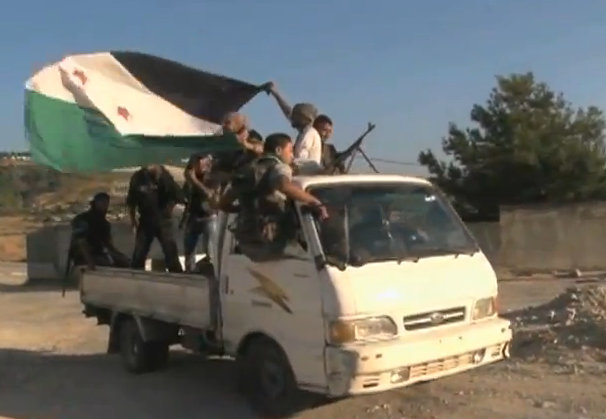
نقل مقاتلي الجيش السوري الحر بواسطة شاحنة صغيرة

تم الإعلان عن تشكيل الجيش السوري الحر في 29 يوليو 2011 من قبل مجموعة من ضباط الجيش السوري المنشقين، وشجع آخرين على الانشقاق للدفاع عن المتظاهرين المدنيين من العنف الذي تمارسه الدولة وتأثير التغيير الحكومي. وبحلول ديسمبر 2011، تراوحت تقديرات عدد المنشقين عن الجيش السوري الحر بين 1,000 شخص وأكثر من 25,000 شخص. وقد نقل الجيش السوري الحر، الذي كان “مقره الرئيسي” في تركيا في البداية، مقره إلى شمال سوريا في سبتمبر 2012، ويعمل كمنظمة جامعة أكثر من كونه سلسلة قيادة عسكرية تقليدية.

## القوات المتعارضة
| قوات الحكومة السورية - القوات المسلحة السورية - القوات البرية العربية السورية - الحرس الجمهوري - الكتيبة المدرعة لبوات الدفاع - فوج المدفعية 100 - فوج “الأمن” 101 للمشاة - فوج “الأمن” 102 للمشاة - فوج المغاوير 102 - فوج المغاوير 103 - فوج مغاوير البحر - الفوج 104 المحمول جوا - اللواء الميكانيكي 105 - اللواء الميكانيكي 106 - اللواء 124 للقوات الخاصة - الفوج 800 - الفرقة 39 - قوات الأمن والدعم الشعبي - الفرقة المدرعة الرابعة - الفرقة المدرعة التاسعة - قيادة القوات الخاصة [بحاجة لمصدر أفضل] - قوات النمر - لواء صقور الصحراء (2013–2017) - الفرقة الرابعة عشرة للقوات الخاصة - الفرقة 15 - الفيلق الأول - الفيلق الثاني - الفيلق الثالث - الفرقة المدرعة الثالثة - قوات درع القلمون - الفيلق الرابع - الفيلق الخامس - قوات درع الأسد - صائدو داعش - قوات العشائر - اللواء الثامن - اللواء الثاني - اللواء الثاث - النصر أو الشهادة - 79th Battalion - فيلق البعث، الذي تم تشكيله من المتطوعين في كتائب البعث volunteers - قوات درع الوطن - لواء المشاة الخفيف من النخبة - الفرقة السابعة عشرة - الفرقة المدرعة الثامنة عشرة - القوات الجوية العربية السورية - البحرية السورية - قوات الدفاع الوطني - فوج الجولان - الكتيبة الأولى - Quneitra Hawks Brigade - ميليشيات قبيلة الشعيطات - قوات الدفاع المحلي - لواء الباقر - فوج قبائل منبج - فوج السفيرة - كتيبة النيرب (حلب) – العمليات الخاصة - شعبة الاستخبارات العسكرية - قوات درع الأمن العسكري - صقور الأمن العسكري - لواء درع الجنوب - فوج مغاوير البادية - أسود الحميدية - قوات مقاتلي العشائر - صقور الفرات - إدارة المخابرات الجوية - حراس الفجر - أسود الشيروبيم - زلزال جوبر - مجموعة أرارات - أسود الوادي - فوج التدخل - أسود دويلعة - لواء خيبر - Nusur Homs Regiment قوات الشرطة - وزارة الداخلية - شعبة الأمن السياسي - إدارة المخابرات العامة - إدارة الأمن الجنائي - قوات المهام الخاصة السورية الجماعات المسلحة المتحالفة: - منظمة الصاعقة - الحزب السوري القومي الاجتماعي - نسور الزوبعة - حركة أمل (denied by Amal) - الحرس القومي العربي - المقاومة السورية - Falcons of the Jazira and Euphrates - جيش الموحدين - Forces of Abu Ibrahim - Bayraq al-Suwayda - Mountain Brigade - Rocks of Urman Battalion - سوتورو - People's Army - الجبهة الشعبية لتحرير فلسطين – القيادة العامة - لواء القدس - قوات الجليل - فتح الانتفاضة - جيش التحرير الفلسطيني - كتائب البعث - لواء أبو الفضل العباس - حركة فلسطين حرة - لواء أسد الله الغالب في العراق والشام - لواء فاطميون - Hazrat-e Abolfazl Brigade - لواء زينبيون - Fulfilled Legion - حوثيون (alleged) (2013) - Loyalist Army - al-Jabal Brigade - Jalamid Urman Brigade - al-Zaghaba - Ammar bin Yasir - al-Suqur - al-Basha - Homeland Protection Forces - صلاح الدين الأيوبي Brigade - Lions of Hussein Brigade - Shield of the Coast - Shield of the Lion's Lair - Brigades of the Den - al-Hosn - Saraya al-Mukhtar (alleged) - al-Berri tribe militias - طيء tribe militias - قبيلة البقارة tribe militias - Raqqawi tribe militias - جبور (قبيلة) tribe militias - المقاومة الوطنية السورية (2016–17) - Kafr Saghir Martyrs Brigade (unclear) - يمين متطرف - الفيلق السلافي (2013) - جيش المختار - حزب البعث العربي الاشتراكي (لبنان) - حزب الله - Radwan Forces - Unit 910 - Syrian Hezbollah - قوات الرضا - Liwa al-Imam al-Mahdi - National Ideological Resistance - Imam Hujja Regiment - Al-Ghalibun - Saryat al-Shaheed Abu Yasir - Saryat al-'Ishq - Kashafat al-Wilaya - Imam Mahdi Scouts - Fatima al-Zahara Regiment إيران - القوات المسلحة الإيرانية - الحرس الثوري الإيراني - فيلق القدس - الباسيج - 17th Ali ibn Abi Taleb Division - القوة البرية للحرس الثوري الإيراني - Saberin Unit - Liwa al-Mukhtar al-Thiqfi - Army - لواء القوات الخاصة 65 المحمول جوا روسيا - القوات المسلحة للاتحاد الروسي - القوات الجوية الروسية - البحرية الروسية - هيئة الأركان العامة للقوات المسلحة الروسية - GRU - Spetsnaz GRU ‏ - 431st Naval Reconnaissance Spetsnaz Point ‏ - Special Operations Command - قوات العمليات الخاصة - القوات البرية الروسية - Military Police ‏ - 2nd Guards Tamanskaya Motor Rifle Division ‏ - قوات الإنزال الجوي الروسية - 31st Guards Air Assault Brigade - مجموعة فاغنر - 5 Storm unit - Turan Group (alleged) - Þorbrandr Group الحشد الشعبي - كتائب سيد الشهداء - منظمة بدر - Forces of Martyr Muhammed Baqir al-Sadr - عصائب أهل الحق - Kafeel Zainab Brigade - عصائب أهل الحق - كتائب حزب الله - حركة النجباء - Golan Liberation Brigade - عمار بن ياسر Brigade - سرايا السلام - كتائب الإمام علي - Iraqi Liberation Movement (Harakat al-Abdal) - Force 313 - لواء اليوم الموعود - ذو الفقار Brigade - Saraya al-Khurasani - سرايا الجهاد - Dir’ al Wilaya Brigades - Saraya Ansar al-Aqeeda - قوات أبو الفضل العباس - جيش المؤمل Armament support: - روسيا - إيران - الصين دعم المرافق: - العراق (2013) دعم: - صربيا - فنزويلا - مصر (alleged) - الجزائر (alleged) العراق (غارات جوية محدودة على داعش في شرق سوريا، 2017) - القوة الجوية العراقية | جماعات المتمردين التابعة للمعارضة السورية - الجيش السوري الحر المدعوم من تركيا - الفيلق الأول - الفيلق الثاني - الفيلق الثالث - الفيلق الرابع - غرفة عمليات حوار كلس - الجبهة الوطنية للتحرير - جبهة تحرير سوريا - أحرار الشام - حركة نور الدين الزنكي - كتيبة العقاب[بحاجة لمصدر أفضل] - Sheikh Fadel al-Akel - Katibat al-Bayia Lillah - Katibat Usud al-Tawheed - Liwa al-Adiyat - Martyr Abu Omar Battalion - فيلق الشام - لواء شهداء الإسلام - جيش إدلب الحر - لواء صقور الجبل - الفرقة الشمالية - الفرقة 13 (جماعة سورية معارضة) - Saraqib Revolutionaries Front - الفرقة الأولى الساحلية - الجيش الثاني - 46th Division - 312th Division - 314th Company - 2nd Coastal Division - جيش النخبة - 1st Infantry Division - جيش النصر - الفرقة 16 - Islamic Freedom Brigade - جيش الأحرار ‏ - ألوية صقور الشام - Damascus Gathering - Hamza ibn Abdul Muttalib Battalions - Brigades and Battalions to Unite the Capital - Miqdad ibn Amr Brigade - Unit 82 SWAT Forces - Free North Brigade - Imam Ali Battalion - Free Hayan Brigade - جيش العزة - جبهة الأصالة والتنمية - Unification Army - Regiment 111 - Tajamu Saraya Darayya - Salvation Front - Central Division - 40th Brigade - الجبهة الوطنية لتحرير سوريا - جبهة أنصار الإسلام - National Liberation Movement - Men of God Brigade - لواء ليون سيدوف - جيش أحرار العشائر - جيش مغاوير الثورة - جيش أسود الشرقية - قوات الشهيد أحمد العبدو - Revolutionaries in the land of Deir ez-Zor[بحاجة لمصدر] - Descendants of Abu Bakr as-Sadiq Battalion - Al-Jura Martyrs' Battalion - Revolutionaries of Muhasan Battalion - الجبهة الجنوبية (جماعة سورية معارضة) (2014–2018) - Army of the South (2018) - جيش الأبابيل (2014–2018) - Alawiyat al-Qasioun - Alawiyat Jidor Horan - Revolutionary Army of the Jidor Area - Holding Fast Operations Room - Al-Hara Military Council - Tasil Military Council - Swords of Truth Room - Liwa Ahrar Qita - Manifest Victory Operations Room - Aligned Factions of the Eastern Region - Gathering of Revolutionaries of Mahajah (2018) - Liwa Omar al-Mukhtar - Liwa Muhammad ibn Abdullah - Liwa al-Fatah - 404 Lions of Golan Division (2018) - Brigades and Battalions of the Unification Army - Martyrs of Dignity Brigade - Free Men of Deir Makar Brigade - Norsur Artuz Brigade - Strangers of the Countryside Brigade - Aisha, Mother of Believers, Battalion - Neighbourhoods of Jihad Battalion - الاتحاد الإسلامي لأجناد الشام (2013–2018) Police forces - تطبيق القانون في سوريا (2013–2019) - تطبيق القانون في سوريا - Special Forces Allied armed groups: - تنظيم الذئاب الرمادية - الإخوان المسلمون - الإخوان المسلمون في سوريا - هيئة دروع الثورة (until 2014) - حركة حماس - أكناف بيت المقدس (until 2015) - الجيش العراقي الحر (2012–14) - جيش الإسلام تركيا - القوات البرية التركية - الجيش الثاني (تركيا) - ملف:1.Komando Tugayı Amblemi.png 1st Commando Brigade ‏ - Third Army ‏ - 57th Commando Regiment - قوات الدرك - Gendarmerie Special Operations (JÖH) - Village guards ‏ - القوات الجوية التركية - البحرية التركية - SAT - SAS - Marines - هيئة الأركان العامة للقوات المسلحة التركية - قيادة القوات الخاصة التركية - المديرية العامة للأمن التركي - Police Special Operation Department (PÖH) - جهاز الاستخبارات الوطنية (MİT) الولايات المتحدة (against ISIL, 2014–2017, and limited strikes against pro-government forces, 2017–2018) - القوات الجوية الأمريكية - بحرية الولايات المتحدة المملكة المتحدة (limited strikes against pro-government forces, 2016–2018) - سلاح الجو الملكي فرنسا (limited strikes against pro-government forces, 2017–2018) - القوات الجوية الفرنسية - البحرية الفرنسية روسيا (only in support of Turkey against ISIL, 2016–2017) - القوات الجوية الروسية Armament support: - قطر - تركيا - السعودية (2012–17) - فرنسا (2011–18) - هولندا (2014–18) - النرويج (2016–18) - الولايات المتحدة (2011–17) - وكالة المخابرات المركزية - المملكة المتحدة (2011–18) - جهاز الاستخبارات البريطاني (unconfirmed) - البحرين (2012–16) - إسرائيل (2013–18) - الأردن (2012–17) - الإمارات العربية المتحدة (2012–16) - ليبيا (2012–14) - مصر (2012–13) سلفية جهادية مجموعات - هيئة تحرير الشام - تنظيم القاعدة central command - Alliance to Support Islam - تنظيم حراس الدين - أنصار التوحيد - أجناد القوقاز - كتيبة عبد الرحمن. - Soldiers of the Mahdi ‏ - إمارة القوقاز الإسلامية - كتيبة أبو عمارة سرِيّة المهام الخاصة. - ألوية الفرقان - Ansar al-Din Front – Harakat Fajr ash-Sham al-Islamiya - الحزب الإسلامي التركستاني في سوريا - أنصار التركستان - كتيبة جبل الإسلام - كتيبة الغرباء التركستان - أنصار الإسلام splinter faction - Malhama Tactical - جنود الشام - جماعة أنصار الفرقان في بلاد الشام - كتائب فرسان الدين - غرباء الشام (2013) - طالبان باكستان (2013) - مجموعة فتح الإسلام (2012–13) - Muhajirin wa-Ansar Alliance (حتى 2015) - لواء الأمة (حتى2015) Support: - تركيا (حتى2017) - قطر (حتى2017) - السعودية (حتى2017) | قوات سوريا الديمقراطية - وحدات حماية الشعب (YPG) - وحدات حماية الشعب الدولية (formerly International Anti-Fascist Battalion) - وحدات حماية المرأة (YPJ) - وحدات مكافحة الأرهاب (part of YPG & YPJ) - Special Forces Regiment - Sapper unit - شمر (قبيلة) tribe militias - قوات الصناديد - تيار الغد السوري (unclear) - سعد الله الجابري Battalion - جيش الثوار - جبهة الأكراد - Tel Rifaat Revolutionaries Battalion - Shahba Women's Protection Front - Martyr Qasim Areef Battalion - الفرقة 30 مشاة remnants - لواء السلاجقة - Hammam Turkmen Martyrs Brigade - Homs Commandos Brigade - 99th Infantry Brigade - 455th Special Tasks Brigade - Tribal Forces - لواء الشمال الديمقراطي - Shahba Forces - كتائب شمس الشمال - Euphrates Brigades - Soldiers of the Two Holy Mosques Brigade - Euphrates Martyrs Brigade - Dam Martyrs Brigade - Al-Qusais Brigade - Manbij Turkmen Brigade - جبهة ثوار الرقة - Free Women of Raqqa Battalion - لواء صقور الرقة - Ghanim group - Martyr Tasleem Jimmo Brigade - Raqqa Martyrs Brigade - Jazeera Knights - لواء أويس القرني remnants - Free Officers Union (unclear) - جيش السلام - Tell Abyad Revolutionaries Brigade - Free Raqqa Brigade - Free Tabqa Brigade - Umanaa al-Raqqa Brigade - هارون الرشيد Brigade - Euphrates Liberation Brigade - Manbij Hawks Brigade - Martyr Adnan Abu Amjad Regiment - Free Jarabulus Battalion - تجمع كتائب الفرات جرابلس - Jarabulus Hawks Battalion - Al-Bab Revolutionary Front - Qebasîn Martyrs Brigade - Al-Bab Countryside Martyrs Battalion - Free Arima Battalion - Martyr Silo al-Rai Brigade - Kieba Martyrs Brigade - المجلس العسكري السرياني (MFS) - قوات حماية نساء بيث نهرين - Special Forces unit - Ashur Forces - حرس الخابور - Martyr Joel Hanna - الناطورة - Martyr Amara Arab Women's Battalion - Battalion of Karachok Martyrs - الشعيطات tribe militias - Badia Hawks Brigade - Revolutionary Forces - Brigade For The Liberation of Idlib and Afrin - Idlib Revolutionaries Brigade - Wrath of Olives Operation Room - Afrin Liberation Forces - Afrin Falcons - حلبية tribe militias - Ajeel tribe militias - قبيلة البقارة tribe militias - زبيد (قبيلة) tribe militias SDF military councils ‏ - Manbij Military Council - كتائب ثوار منبج ‏ - al-Bab Military Council ‏ - Female Battalion - Jarabulus Military Council ‏ - Deir ez-Zor Military Council ‏ - Gathering of قبيلة البقارة Youth Police forces - Northern Syria Internal Security Forces - آساييش روج آفا - Anti-Terror Forces (HAT SWAT units) - Manbij Internal Security Forces - Quick Reaction Force unit - قوات الأمن الداخلي في الرقة - Quick Reaction Force unit - Deir ez-Zor Internal Security Forces - Quick Reaction Force unit - سوتورو - قوات حماية نساء بيث نهرين police branch Civilian defence units - قوات الحماية الذاتية الكردية (HXP) - قوات الحماية الذاتية الكردية - Special Forces - Civilian Defense Force (HPC) - قوة أمن الحدود السورية (BSF) Allied armed groups: - حزب العمال الكردستاني - قوات الدفاع الشعبي - وحدات المرأة الحرة - تابور الحرية العالمي - الحزب الشيوعي التركي (تركيا) - الحزب الشيوعي التركي (الماركسي – اللينيني) - MKP - قوات الحرية المتحدة - THKP-C/MLSPB - Türkiye Devrim Partisi - تابور الحرية العالمي - Kadın Özgürlük Gücü - Devrimci Karargâh - PML (RC) ‏ - TKEP/L - RUIS - IRPGF (2017–2018) - TQILA (2017–2018) - تابور الحرية العالمي - تابور الحرية العالمي - Anarchists Struggle - تحالف سنجار - وحدات مقاومة سنجار - وحدات نساء ايزيدخان كردستان العراق - بيشمركة - KDP بيشمركة (2014–2015) - PUK بيشمركة (since 2016) - Counterterrorism Group العراق (until 20 Nov 2018) - القوات المسلحة العراقية (May – 20 Nov 2018) - القوة البرية العراقية (June – 20 Nov 2018) Armament support: - كردستان العراق - الحزب الديمقراطي الكردستاني (2012–2014) - الاتحاد الوطني الكردستاني - فرنسا - الولايات المتحدة - روسيا (sometimes) - مصر - الإمارات العربية المتحدة - السعودية (from 2018) - إيطاليا - سوريا (sometimes) قوة المهام المشتركة – عملية العزم الصلب (against ISIL) - الولايات المتحدة (also supported SDF in clashes with pro-government forces, 2017–present) - القوات البرية للولايات المتحدة - القوات الخاصة الأمريكية - 5th Special Forces Group (United States) - قوة دلتا - القوات الجوية الأمريكية - United States Air Force Tactical Air Control Party - المملكة المتحدة - القوة الجوية الخاصة - فرنسا - هولندا - ألمانيا - النرويج - الأردن - السعودية - الإمارات العربية المتحدة العراق (limited airstrikes and border operations against ISIL in northern Syria, June – Nov 2018) - القوة الجوية العراقية (until 20 Nov 2018) - القوة البرية العراقية (until 20 Nov 2018) Former: - كندا (2014–16) - الدنمارك (2014–16) - بلجيكا (2014–17) - أستراليا (2015–17) - المغرب (2014–16) - البحرين (2014–16) - قطر (2014–16) روسيا · (against ISIL and Turkish-backed rebels, 2015–17) - القوات الجوية الروسية | تنظيم الدولة الإسلامية (2013–19) - Military of ISIL [الإنجليزية] - جيش خالد بن الوليد (2016–18) - لواء شهداء اليرموك (2012–16) - حركة المثنى الإسلامية (2012–16) - جيش الجهاد (2015–16) - Dokumacılar (2013–17) - جند الأقصى (2014–17) - لواء داوود (2012–14) - جماعة أحد أحد (2012–16) - Katiba al-Bittar al-Libi (since 2014) |
| سوريا · وحلفاءها · تحالف روسيا–سوريا–إيران–العراق | معارضة سورية وحلفاءها | الإدارة الذاتية لشمال وشرق سوريا وحلفاءها | تنظيم الدولة الإسلامية (داعش) وحلفاءها |